# Catedral de San Nicolás (Murska Sobota)
La Catedral de San Nicolás o simplemente Catedral de Murska Sobota (en esloveno: Stolna cerkev sv. Nikolaja) es una catedral católica dedicada a San Nicolás en la ciudad de Murska Sobota, Eslovenia. Ha sido la sede episcopal de la diócesis de Murska Sobota desde que la diócesis fue creada en el año 2006 bajo el pontificado de Benedicto XVI.
El sitio fue ocupado originalmente por templos romanos. La primera iglesia fue construida aquí en madera en 1071, poco después de que los húngaros que se habían asentado aquí fueran convertidos al cristianismo. Murska Sobota se convirtió en un centro religioso durante la Edad Media.
La segunda catedral medieval de 1350 fue sustituida en 1912 por el actual edificio neo-romano, que incluye algunos elementos decorativos de la Jugendstil. El hormigón armado se utilizó en su construcción.
Las cuatro campanas de la catedral vieja fueron re-colgados en un nuevo campanario. En 1992 se instaló un nuevo órgano, que con 37 registros es uno de los más grandes del país.